# Eratoneura knullae
Eratoneura knullae är en insektsart som först beskrevs av Ross 1953.  Eratoneura knullae ingår i släktet Eratoneura och familjen dvärgstritar. Inga underarter finns listade i Catalogue of Life.